# Крістоф Метцельдер
Крістоф Метцельдер (нім. Christoph Metzelder, нар. 5 листопада 1980, Хальтерн-ам-Зе) — колишній німецький футболіст, що грав на позиції захисника. Гравець національної збірної Німеччини.

## Клубна кар'єра
Народився 5 листопада 1980 року в місті Хальтерн-ам-Зе. Вихованець юнацьких команд футбольних клубів «Хальтерн», «Шальке 04» та «Пройсен Мюнстер».
У дорослому футболі дебютував 1999 року виступами за команду клубу «Пройсен Мюнстер», в якій провів один сезон, взявши участь у 32 матчах чемпіонату.

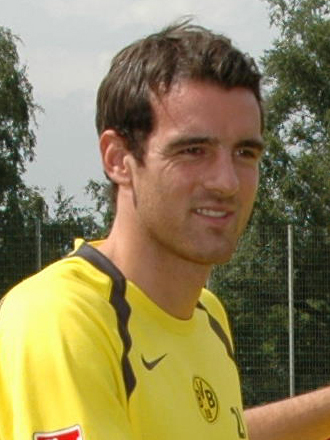
Крістоф Метцельдер під час виступів за «Боруссію» (Дортмунд). 28 серпня 2006 року

Своєю грою за команду привернув увагу представників тренерського штабу «Боруссії» (Дортмунд), до складу якого приєднався влітку 2000 року. Відіграв за дортмундський клуб наступні сім сезонів своєї ігрової кар'єри. За цей час виборов титул чемпіона Німеччини.
Влітку 2007 року на правах вільного агента уклав контракт з клубом «Реал Мадрид», яким в той час керував співвітчизник Крістофа Бернд Шустер. У складі «королівського клубу» провів наступні три сезони своєї кар'єри гравця, проте так і не зміг повноцінно заграти в команді, зігравши за три сезони лише 31 матч в усіх турнірах. За цей час додав до переліку своїх трофеїв титул чемпіона Іспанії та ставав володарем Суперкубка Іспанії.
До складу клубу «Шальке 04» приєднався 27 квітня 2010 року після завершення контракту з «вершковими». В новому клубі підписав контракт до кінця 2013 року. Відіграв за клуб з Гельзенкірхена 52 матчі в національному чемпіонаті, після чого влітку 2013 року оголосив про завершення професійної ігрвої кар'єри.

## Виступи за збірні
Протягом 2000—2001 років залучався до складу молодіжної збірної Німеччини. На молодіжному рівні зіграв у 9 офіційних матчах, забив 1 гол.
15 серпня 2001 року дебютував в офіційних матчах у складі національної збірної Німеччини в товариській грі проти збірної Угорщини, що завершився перемогою з рахунком 5-2. 
У складі збірної був учасником чемпіонату світу 2002 року в Японії і Південній Кореї, де разом з командою здобув «срібло», чемпіонату світу 2006 року у Німеччині, на якому команда здобула бронзові нагороди та чемпіонату Європи 2008 року в Австрії та Швейцарії, де разом з командою здобув «срібло». 
Незабаром після Євро-2008 перестав викликатись до збірної через невдалі виступі у «Реалі». Всього за вісім років провів у формі головної команди країни 47 матчів.

## Статистика виступів

### Статистика клубних виступів

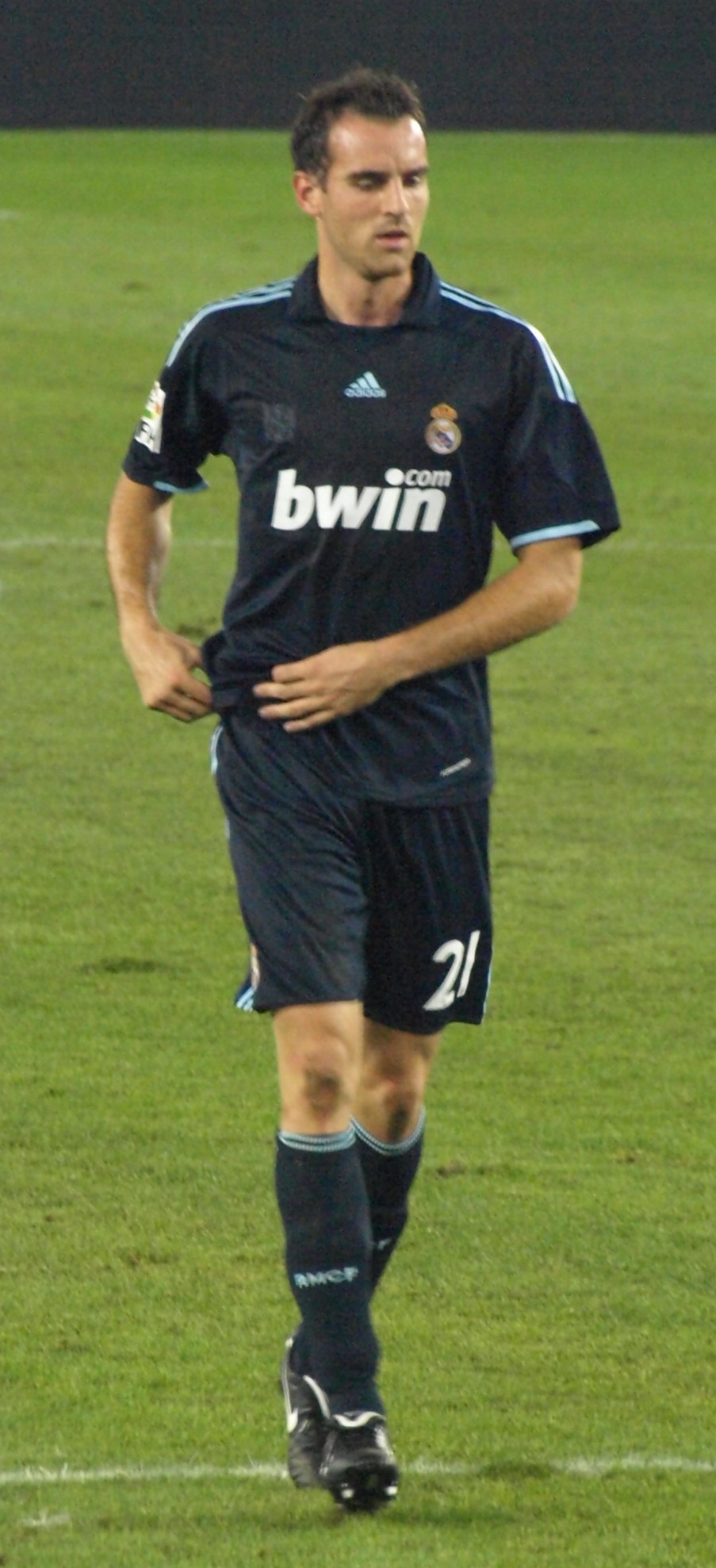
Крістоф Метцельдер у складі клубу «Реал Мадрид». 12 вересня 2009 року

Станом на 13 березня 2012 року
| Сезон                       | Команда                     | Чемпіонат                   | Чемпіонат | Чемпіонат | Національний кубок | Національний кубок | Національний кубок | Континентальні кубки | Континентальні кубки | Континентальні кубки | Інші змагання | Інші змагання | Інші змагання | Усього | Усього |
| Сезон                       | Команда                     | Ліга                        | Ігор      | Голів     | Ліга               | Ігор               | Голів              | Ліга                 | Ігор                 | Голів                | Ліга          | Ігор          | Голів         | Ігор   | Голів  |
| --------------------------- | --------------------------- | --------------------------- | --------- | --------- | ------------------ | ------------------ | ------------------ | -------------------- | -------------------- | -------------------- | ------------- | ------------- | ------------- | ------ | ------ |
| 1999-00                     | «Пройсен Мюнстер»           | РЛ                          | 32        | 4         | —                  | —                  | —                  | —                    | —                    | —                    | —             | —             | —             | 32     | 4      |
| Усього за «Пройсен Мюнстер» | Усього за «Пройсен Мюнстер» | Усього за «Пройсен Мюнстер» | 32        | 4         |                    | 0                  | 0                  |                      | 0                    | 0                    |               |               |               | 32     | 4      |
| 2000-01                     | «Боруссія» (Дортмунд)       | БЛ                          | 6         | 0         | КН+КЛ              | 0                  | 0                  | КУЄФА                | 1                    | 0                    | —             | —             | —             | 7      | 0      |
| 2001-02                     | «Боруссія» (Дортмунд)       | БЛ                          | 25        | 1         | КН+КЛ              | 3+2                | 0+0                | ЛЧ+КУЄФА             | 4+4                  | 0+0                  | —             | —             | —             | 38     | 1      |
| 2002-03                     | «Боруссія» (Дортмунд)       | БЛ                          | 24        | 0         | КН+КЛ              | 1+1                | 0+0                | ЛЧ                   | 10                   | 0                    | —             | —             | —             | 36     | 0      |
| 2003-04                     | «Боруссія» (Дортмунд)       | БЛ                          | 0         | 0         | КН+КЛ              | 0+0                | 0+0                | ЛЧ                   | 0                    | 0                    | —             | —             | —             | 0      | 0      |
| 2004-05                     | «Боруссія» (Дортмунд)       | БЛ                          | 18        | 0         | КН+КЛ              | 0+0                | 0+0                | —                    | —                    | —                    | —             | —             | —             | 18     | 0      |
| 2005-06                     | «Боруссія» (Дортмунд)       | БЛ                          | 23        | 2         | КН+КЛ              | 1+0                | 0+0                | —                    | —                    | —                    | —             | —             | —             | 24     | 2      |
| 2006-07                     | «Боруссія» (Дортмунд)       | БЛ                          | 19        | 0         | КН+КЛ              | 0+0                | 0+0                | ЛЧ                   | 0                    | 0                    | —             | —             | —             | 19     | 0      |
| Усього за «Боруссію»        | Усього за «Боруссію»        | Усього за «Боруссію»        | 115       | 3         |                    | 8                  | 0                  |                      | 19                   | 0                    |               |               |               | 142    | 3      |
| 2007-08                     | «Реал Мадрид»               | ПД                          | 9         | 0         | КІ                 | 1                  | 0                  | ЛЧ                   | 3                    | 0                    | —             | —             | —             | 13     | 0      |
| 2008-09                     | «Реал Мадрид»               | ПД                          | 12        | 0         | КІ                 | 2                  | 0                  | ЛЧ                   | 1                    | 0                    | —             | —             | —             | 15     | 0      |
| 2009-10                     | «Реал Мадрид»               | ПД                          | 2         | 0         | КІ                 | 1                  | 0                  | ЛЧ                   | 0                    | 0                    | —             | —             | —             | 3      | 0      |
| Усього за «Реал»            | Усього за «Реал»            | Усього за «Реал»            | 23        | 0         |                    | 4                  | 0                  |                      | 4                    | 0                    |               |               |               | 31     | 0      |
| 2010-11                     | «Шальке 04»                 | БЛ                          | 32        | 1         | КН+КЛ              | 5+0                | 0+0                | ЛЧ                   | 10                   | 0                    | —             | —             | —             | 42     | 1      |
| 2011-12                     | «Шальке 04»                 | БЛ                          | 16        | 1         | КН+КЛ              | 0+0                | 0+0                | ЛЄ                   | 3                    | 0                    | —             | —             | —             | 19     | 1      |
| 2012-13                     | БЛ                          | 4                           | 0         | КН+КЛ     | 2+0                | 0+0                | ЛЄ                 | 1                    | 0                    | —                    | —             | —             | 7             | 0      |        |
| Усього за «Шальке 04»       | Усього за «Шальке 04»       | Усього за «Шальке 04»       | 52        | 2         |                    | 8                  | 0                  |                      | 14                   | 0                    |               |               |               | 73     | 2      |
| Усього за кар'єру           | Усього за кар'єру           | Усього за кар'єру           | 233       | 9         |                    | 20                 | 0                  |                      | 39                   | 0                    |               |               |               | 288    | 9      |

## Титули та досягнення
- Чемпіон Німеччини (1):

«Боруссія» (Дортмунд): 2001-02
- Чемпіон Іспанії (1):

«Реал Мадрид»: 2007-08
- Володар Суперкубка Іспанії з футболу (1):

«Реал Мадрид»: 2008
- Володар Кубка Німеччини (1):

«Шальке 04»: 2010-11
- Володар Суперкубка Німеччини (1):

«Шальке 04»: 2011
- Віце-чемпіон світу: 2002
- Бронзовий призер чемпіонату світу: 2006
- Віце-чемпіон Європи: 2008